# Tinospora homosepala
Tinospora homosepala är en tvåhjärtbladig växtart som beskrevs av Friedrich Ludwig Diels. Tinospora homosepala ingår i släktet Tinospora och familjen Menispermaceae. Inga underarter finns listade i Catalogue of Life.